# Виды Лондона (серия пастелей)
«Виды Лондона» — серия пастельных рисунков с видами лондонских мостов Чаринг-Кросс и Ватерлоо, а также с лодками и катерами на Темзе, работы французского художника-импрессиониста Клода Моне.
Рисунки созданы в начале 1901 года в Лондоне, где Моне трудился над серией видов британской столицы. Ранее начатые холсты им были отправлены из Франции в Лондон для продолжения работы, однако багаж с картинами задержался в пути и художник в ожидании исполнил некоторое количество пастельных эскизов. Всего пастельных набросков с лондонскими видами существовало 27; они описаны в каталоге-резоне творчества Моне, составленным Даниэлем Вильденштейном под номерами P83—P109.
- «Мост Чаринг-Кросс» — 5 пастелей (P83—P87)
- «Мост Ватерлоо» — 17 пастелей (P89—P103, P105)
- «Виды Темзы» — 5 пастелей (P88, P104, P106—P108)

Неизвестно существовали ли пастельные наброски «Парламента», в литературе отсутствуют упоминания о них, за исключением одного: в собрании Иркутского областного художественного музея имени В. П. Сукачёва имеется пастельный рисунок «Чайки. Темза, Парламент», приписываемый Клоду Моне и поступивший в музейное собрание в 1986 году в качестве дара В. К. Величко (картон, пастель; 50 × 60 см; инвентарный № Г-5668), однако его атрибуция в музее значится под вопросом и в 5-й том каталога-резоне Вильденштейна, где перечислены все известные графические работы Моне, данный рисунок не включён.
Большую известность получили две пастели из собрания частного инвестиционного фонда «Тритон» (в каталоге-резоне творчества Моне, составленном Даниэлем Вильденштейном, они обозначены под номерами P84 и P101), украденные во время выставки в Роттердамском кюнстхале 6 октября 2012 года. Они до сих пор не найдены, предполагается, что они были уничтожены матерью одного из подозреваемых в преступлении с целью сокрытия улик.
На обороте многих картин лондонской серии сохранились этикетки галереи Поля Дюран-Рюэля с их оригинальными названиями, именно на их основании в французском названии картин присутствует англицизм «Bridge» вместо более привычного французского слова «le Pont». По аналогии этот англицизм был использован Д. Вильденштейном и при именовании пастелей.
| Изображение и № по каталогу Вильденштейна | Название, каталожные данные | Местонахождение |
| ----------------------------------------- | --- | --- |
| P 83                                      | Лондон, Мост Чаринг-Кросс, фр. Londres, Charing Cross Bridge. 30 × 47 см. Справа внизу подпись: Claude Monet.                                                                  | Частная коллекция, США. |
| P 84                                      | Мост Чаринг-Кросс, фр. Charing Cross Bridge. 31 × 48,5 см. Справа внизу дарственная надпись и подпись (в три строки): A J. Massé / au jeune chasseur / d’Afrique Claude Monet. | Находилась в собрании фонда «Тритон», в ночь с 15 на 16 октября 2012 года украдена с выставки в Роттердамском кунстхале и впоследствии предположительно уничтожена преступниками с целью сокрытия улик. |
| P 85                                      | Мост Чаринг-Кросс, фр. Londres, Charing Cross Bridge. 30 × 47 см | Частная коллекция. |
| P 86                                      | Мост Чаринг-Кросс, эффект солнца в тумане, фр. Charing Cross Bridge, effet de soleil dans la brume. 30 × 47,5 см                                                               | Частная коллекция. |
| P 87                                      | Мост Чаринг-Кросс, фр. Charing Cross Bridge. 30 × 47 см | Частная коллекция, Франция. |
| P 88                                      | Темза, фр. La Tamise. 31 × 47 см | Частная коллекция, Франция. |
| P 89                                      | Лондон, Мост Ватерлоо, фр. Londres, Waterloo Bridge. 31 × 49 см. Справа внизу подпись: Claude Monet.                                                                           | Частная коллекция (Сотбис, 1 июля 1979 года) . |
| P 90                                      | Мост Ватерлоо, фр. Waterloo Bridge. 31 × 49 см. Справа внизу подпись: Claude Monet.                                                                                            | Частная коллекция. |
| P 91                                      | Мост Ватерлоо, фр. Waterloo Bridge. 30 × 46 см. Справа внизу подпись: Claude Monet.                                                                                            | Частная коллекция (Сотбис, 5 февраля 2020 года). |
| P 92                                      | Мост Ватерлоо, фр. Waterloo Bridge. 31 × 48 см. Справа внизу подпись: Claude Monet.                                                                                            | Частная коллекция, Швейцария. |
| P 93                                      | Мост Ватерлоо, фр. Waterloo Bridge. 30 × 47 см | Музей Мармоттан-Моне, Париж, Франция. Инв. № 5048. |
| P 94                                      | Мост Ватерлоо, фр. Waterloo Bridge. 31 × 49 см. Справа внизу подпись: Claude Monet.                                                                                            | Частная коллекция (Кристис, 9 апреля 2002 года). |
| P 95                                      | Мост Ватерлоо, фр. Waterloo Bridge. 31 × 50 см. Справа внизу подпись: Claude Monet.                                                                                            | Национальная галерея искусства, Вашингтон, США. Инв. № 2013.102.2. |
| P 96                                      | Мост Ватерлоо, фр. Waterloo Bridge. 30,5 × 44 см. Слева внизу подпись: Claude Monet.                                                                                           | Частная коллекция, Франция. |
| P 97                                      | Мост Ватерлоо, фр. Waterloo Bridge. 31 × 47 см. Слева внизу подпись: Claude Monet.                                                                                             | Ранее принадлежала сыну художника Мишелю Моне. Текущее местонахождение неизвестно. |
| P 98                                      | Мост Ватерлоо, фр. Waterloo Bridge. 31 × 48 см. Слева внизу подпись: Claude Monet.                                                                                             | Музей фон дер Хейдта, Вупперталь, Германия. Инв. № KK.1965/24. |
| P 99                                      | Мост Ватерлоо, фр. Waterloo Bridge. 30,2 × 47,6 см. Справа внизу подпись: Claude Monet.                                                                                        | Частная коллекция (Кристис, 16 мая 2017 года). |
| P 100                                     | Мост Ватерлоо, фр. Waterloo Bridge. 31,3 × 48,5 см. Справа внизу подпись: Claude Monet.                                                                                        | Музей Орсе, Париж, Франция. Инв. № RF 31206 . |
| P 101                                     | Мост Ватерлоо, фр. Waterloo Bridge. 30,5 × 48,5 см. Справа внизу подпись: Claude Monet.                                                                                        | Находилась в собрании фонда «Тритон», в ночь с 15 на 16 октября 2012 года украдена с выставки в Роттердамском кюнстхале и впоследствии предположительно уничтожена преступниками с целью сокрытия улик. |
| P 102                                     | Мост Ватерлоо, фр. Waterloo Bridge. 37 × 52 см | Частная коллекция (аукцион «Друо-Монтанье», Париж, 15 декабря 1989 года). |
| P 103                                     | Мост Ватерлоо, фр. Waterloo Bridge. 31 × 47 см | Частная коллекция (Сотбис, 25 июня 2015 года). |
| P 104                                     | Лодки на Темзе, фр. Bateaux sur la Tamise. 30,5 × 46 см. Справа внизу подпись: Claude Monet.                                                                                   | Частная коллекция (Кристис, 26 июня 1996 года). |
| P 105                                     | Мост Ватерлоо, фр. Waterloo Bridge. 30 × 45 см. Слева внизу остатки полустёртой подписи: Cl.ud. Mo…                                                                            | Частная коллекция, США. |
| P 106                                     | Темза в тумане, фр. La Tamise dans le brouillard. 34 × 50 см. Слева внизу подпись: Claude Monet.                                                                               | Художественный музей Бриджстоун, Токио, Япония. |
| P 107                                     | Лодки на Темзе, фр. Bateaux sur la Tamise. 31,5 × 43,5 см. Слева внизу подпись: Claude Monet.                                                                                  | Частная коллекция, Франция. |
| P 108                                     | Лодки на Темзе, эффект тумана, фр. Bateaux sur la Tamise, effet de brume. 31,5 × 43,5 см. Слева внизу подпись: Claude Monet.                                                   | Частная коллекция (Кристис, 26 июня 1996 года). |
| P 109                                     | Мост Ватерлоо, Лондон, фр. Waterloo Bridge, Londres. 31 × 48 см. Справа внизу подпись: Claude Monet.                                                                           | Частная коллекция, Швейцария. |